# مهرجان العودة السينمائي
مهرجان العودة السينمائي الدولي هو مهرجان سينمائيّ فلسطينيّ يقام سنوياً في غزة، أسسه مركز تسجيل الذاكرة الفلسطينية في عام 2009، برئاسة المخرج الفلسطيني سعود مهنا، وانطلقت دورته الأولى في أيار/مايو عام 2011.

## رؤيته
يهدف مهرجان العودة السينمائي إلى تأكيد حق عودة اللاجئين الفلسطينيين إلى أراضيهم المسلوبة؛ ليعطي الفلسطينيّ وتحديداً اللاجئ مساحة للتعبير عن نفسه فيها. وذلك تعزيزاً لدور الفن والسينما في إعطاء مساحة وصوت لمن لا صوت لهم للتعبير عن آمالهم وطموحاتهم، وآلامهم، وحفظاً لذكرياتهم من العبث والضياع، كما ويضم المهرجان أفلاماً تطرح قضايا اجتماعية متنوعة لتسليط الضوء عليها إلى جانب الأفلام التي تعنى بالعودة.

## فعالياته
تنطلق دورات المهرجان سنوياً تزامناً مع إحياء ذكرى النكبة الفلسطينية في شهر أيار/مايو من كل عام؛ لتسليط الضوء على أهمية هذه الذكرى للفلسطينيين في حدثٍ يضم مشاركات دولية عديدة. إذ يضم المهرجان فعاليات ومسابقات مختلفة تقام في عدة أيام، وتتنوع الأفلام المشاركة في المهرجان بين المحلية والعربية والأجنبية من مختلف أنحاء العالم للتركيز على عدد مختلف من القضايا الفلسطينية الوطنية والإنسانية محلياً ودولياً.

## دوراته
- الدورة الأولى عام 2011.[1][5]
- الدورة الثانية عام 2013.[5]
- الدورة الثالثة عام 2015.[5]
- الدورة الرابعة عام 2021 بعنوان "لا تفريط بحق العودة".[6]
- الدورة الخامسة عام 2022 بعنوان "انتظار العودة عودة".[3]
- الدورة السادسة عام 2022 بعنوان "دورة الشهيدة شيرين أبو عاقلة".[7][4]
- الدورة السابعة 2023 بعنوان "انتظار العودة عودة".[8][9][10]

## الجوائز المقدمة
يقدم المهرجان في كل دورة له سبع جوائز وهي: أفضل فيلم للعودة، وأفضل فيلم وثائقي، وأفضل فيلم روائي، وأفضل تمثيل رجالي، وأفضل تمثيل نسائي، وأفضل تمثيل طفل، وأفضل إخراج، وأفضل فيلم نسائي.

## تحديات ومصاعب
ينطلق هذا المهرجان من قطاع غزة المحاصر الذي تعاقبت عليه حروب كثيرة مما كان يؤخر ويعيق ديمومة الحدث السنوي في بعض السنوات، ويشكل عائقاً أمام مؤسسيه من التواصل مع العالم الخارجي. كما وواجه سعود مهنا مشكلة في إيجاد تمويل ودعم للمهرجان نظراً لهامشية السينما في المجتمع الفلسطيني، فعلى سبيل المثال لا يوجد دور سينما في غزة ولا اهتمام محلي كبير بها. فيعد المهرجان تظاهرة فنية مقاوِمة رغم الظروف الصعبة المحيطة به من الاحتلال والمجتمع، ويؤكد على أهمية السينما في توصيل المعاناة والتجارب الإنسانية الفلسطينية المختلفة للعالم. فقيام المهرجان بجهود وتمويل فرديّ من سعود مهنا ومجموعة من المثقفين والسينمائيين الفلسطينيين واستمراريته لسبع دورات يوضح عزم وإصرار الفلسطيني في خدمة قضيته في شتى الطرق رغم صعوبة الواقع.